# Al-Wahda SC (Oman)
Der Al-Wahda Sports Club (arabisch نادي الوحدة الرياضي) ist ein omanischer Sportklub mit Sitz in der Stadt Sur innerhalb des Gouvernements Dschanub asch-Scharqiyya. Aktuell spielt der Verein in der zweiten Liga, der Oman First Division League.

## Geschichte
Der Verein wurde am 1. Januar 1970 gegründet.

## Stadion
Seine Heimspiele trägt der Klub im 8000 Zuschauer fassenden Sur Sports Complex in Sur aus.

## Trainer
| Trainer         | Nation | von            | bis           |
| --------------- | ------ | -------------- | ------------- |
| Mohammed Khamis | Oman   | 1. Juli 2022   | 30. Juni 2023 |
| Thaer Adnan     | Irak   | 8. Januar 2023 |               |